# Samsung Galaxy Watch

Logo der Samsung Galaxy Watch

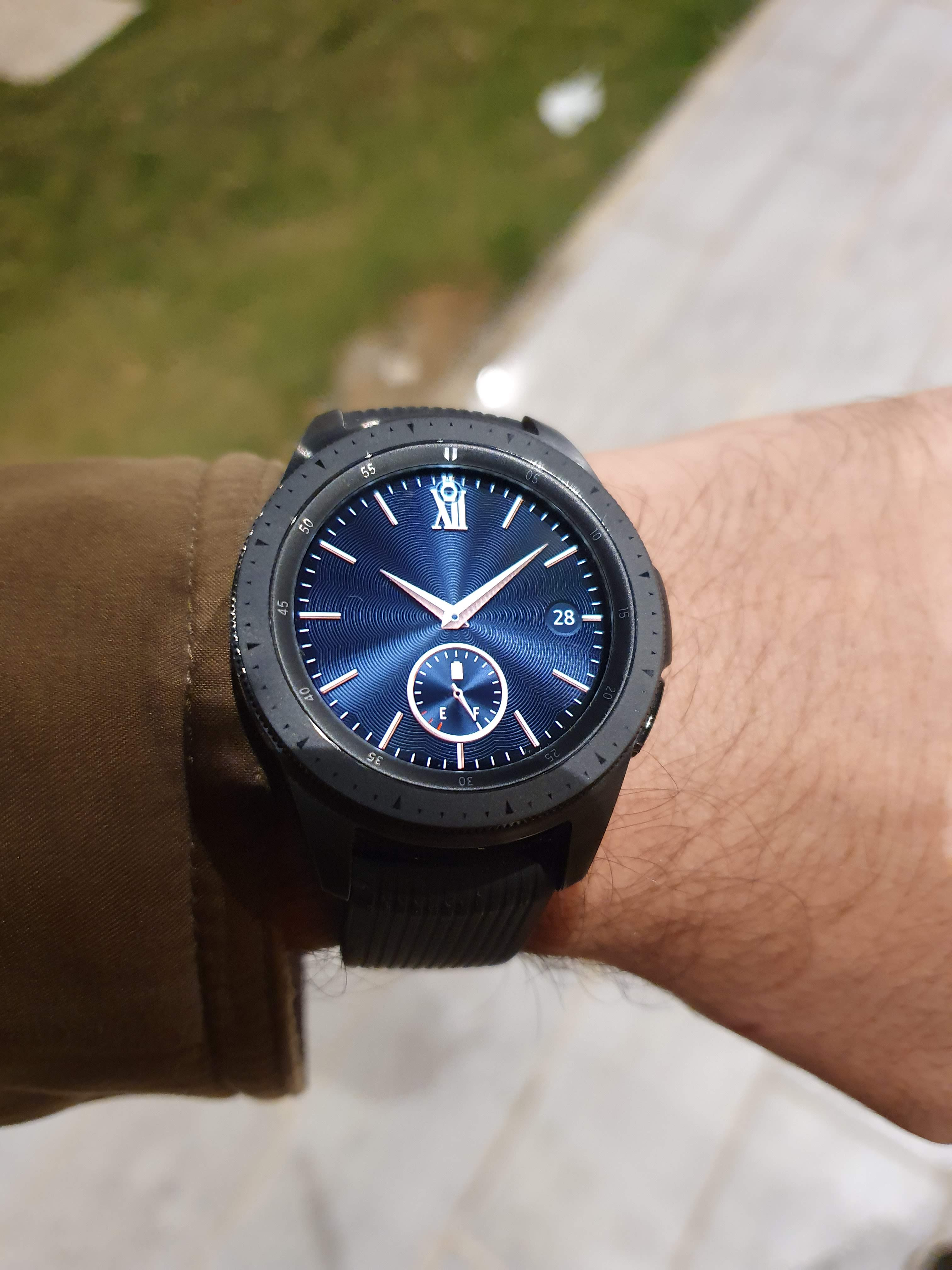
Eine schwarze Galaxy Watch

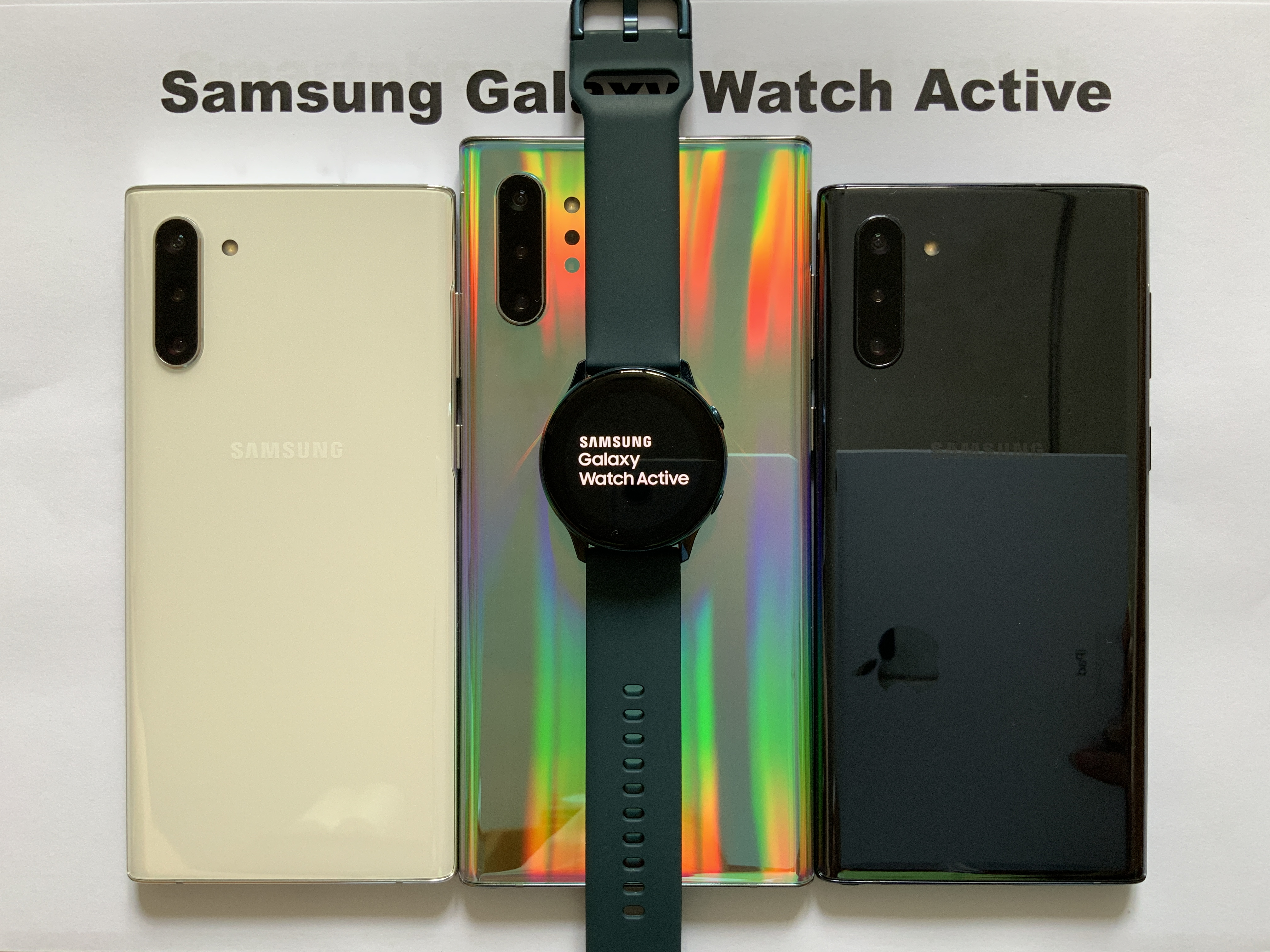
Galaxy Watch Active

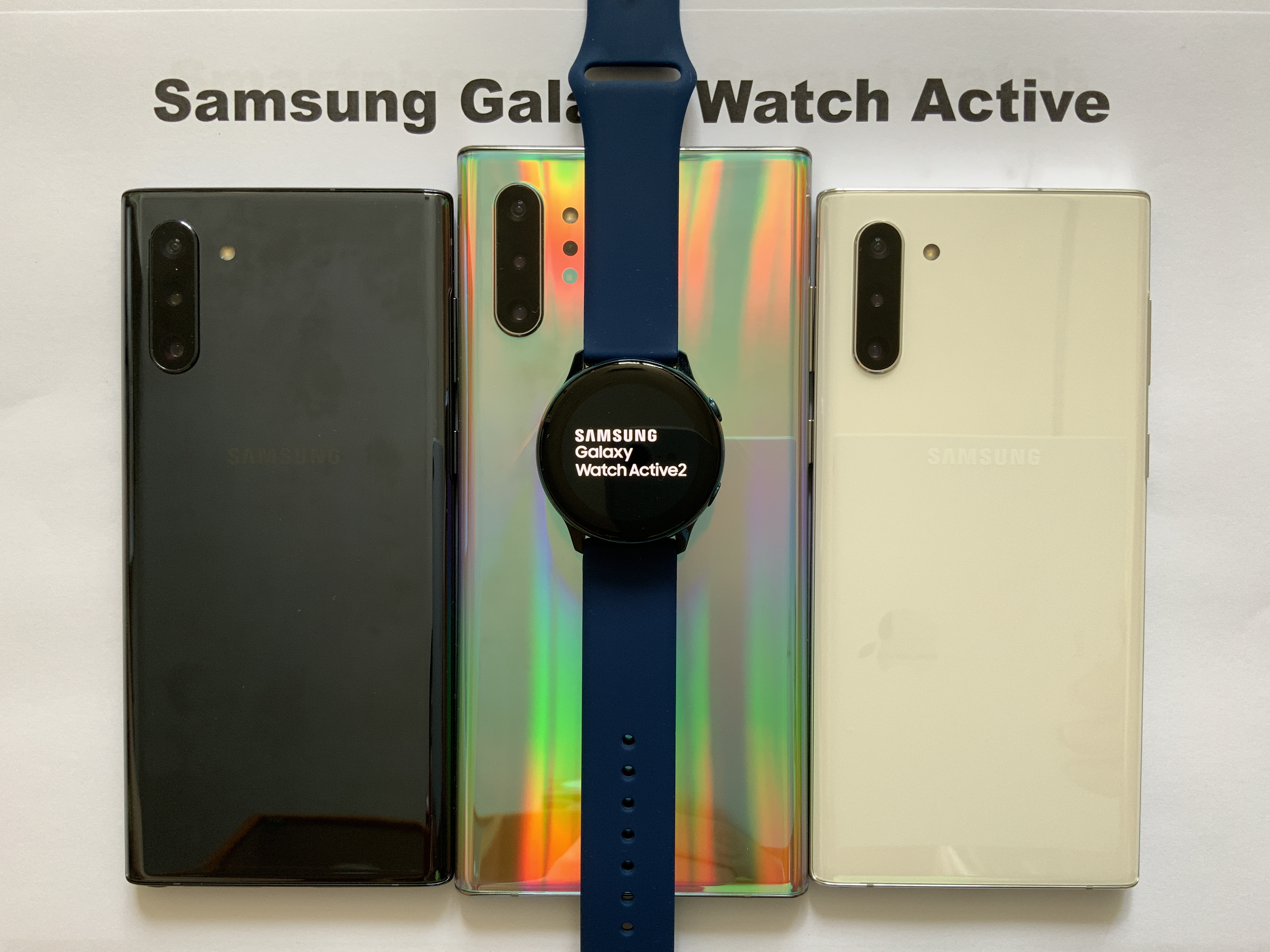
Galaxy Watch Active2

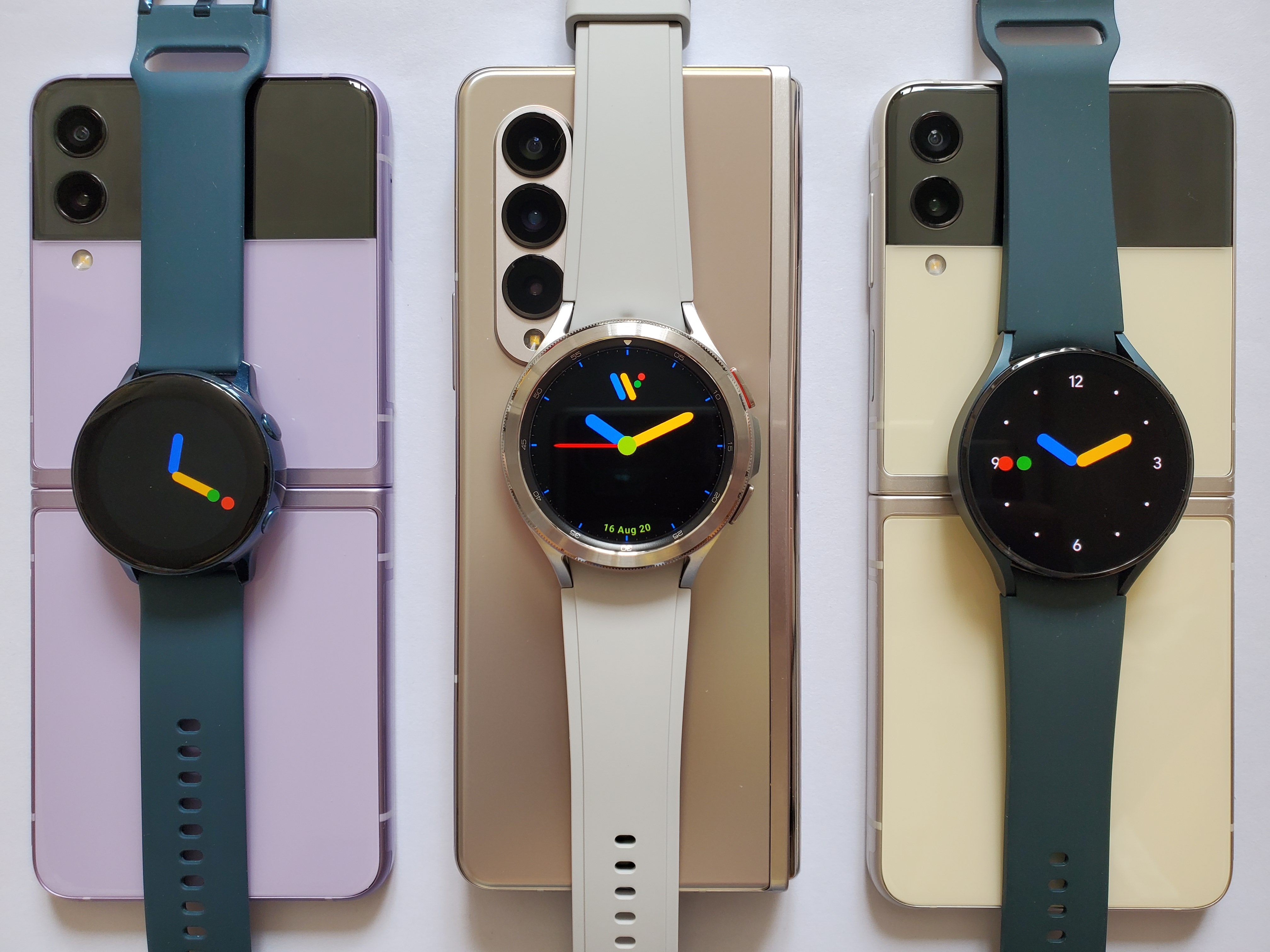
Galaxy Watches mit dem Sportarmband

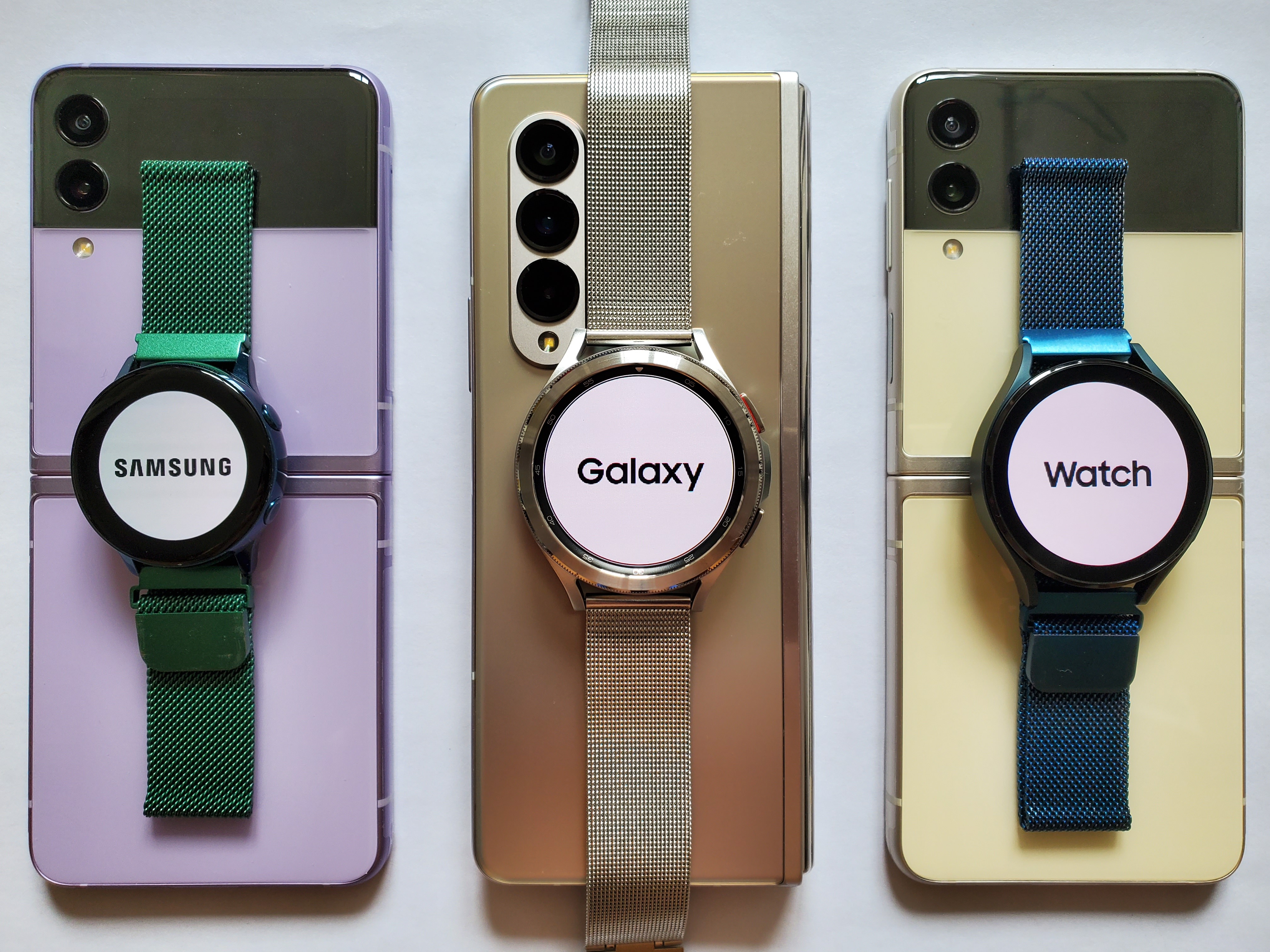
Galaxy Watches mit dem Milanaisearmband

Galaxy Watch4

Die Samsung Galaxy Watch, die Samsung Galaxy Watch Active und die Samsung Galaxy Watch Classic sind die Smartwatchreihen von Samsung Electronics.

## Modellreihen

### Samsung Galaxy Watch
Die erste Generation der Smartwatch wurde am 9. August 2018 angekündigt. Es war geplant, die Galaxy Watch ab dem 24. August 2018 in den Vereinigten Staaten bei ausgewählten Händlern anzubieten. Am 31. August 2018 sollte sie in Südkorea ebenfalls nur bei ausgewählten Händlern erscheinen. Zum 14. September sollte sie in allen anderen Ländern erhältlich sein. Die Galaxy Watch war in den zwei verschiedenen Größen 42 und 46 mm, sowie in den Farben Midnight Black, Rose Gold und Silber erhältlich. Die Besonderheit der Galaxy Watch besteht darin, dass sie wie herkömmliche Uhren auch über eine drehbare Lünette verfügt.

### Samsung Galaxy Watch Active
Die Samsung Galaxy Watch Active wurde 2019 vorgestellt und ist etwas kleiner und leichter als die Galaxy Watch, sie eignet sich daher besser für den Sport. Sie wird nur in 40 mm angeboten, erhältlich ist die Smartwatch in den Farben Schwarz, Grün, Rosé Gold und Silber. Das Gehäuse der Galaxy Watch Active ist aus Aluminium, eine Edelstahl-Version gibt es nicht.

### Samsung Galaxy Watch Active2
Die Samsung Galaxy Watch Active2 wurde zusammen mit dem Samsung Galaxy Note10 im August 2019 vorgestellt. Neu ist, dass zwei Größen erhältlich sind, 40 und 44 mm. Außerdem gibt es neben der Aluminium auch eine Edelstahlversion. Die Galaxy Watch Active Modelle verfügen nicht über eine drehbare Lünette, bei der Galaxy Watch Active2 hat Samsung aber die digitale Lünette eingeführt.

### Samsung Galaxy Watch3
Beim Samsung Unpacked Event am 5. August 2020 wurde neben dem Galaxy Note20 und dem Galaxy Tab S7 auch die Galaxy Watch3 vorgestellt. Die Smartwatch ist in der Basisversion hergestellt aus Edelstahl, es gibt auch noch eine Variante aus Titan. Sie ist im Gegensatz zur Galaxy Watch einen Millimeter kleiner geworden, so werden jetzt die Größen 41 und 45 mm angeboten. Die Edelstahl-Variante ist erhältlich in den Farben Mystic Black, Mystic Silver und Mystic Bronze, in der Titan-Version gibt es nur die Farbe Titan Gray. Eine wichtige neue Funktion der Smartwatch ist die Messung des Blutsauerstoffs. Ebenfalls wie die Galaxy Watch ist sie wieder mit einer drehbaren Lünette ausgestattet.

### Samsung Galaxy Watch4
Die Samsung Galaxy Watch4 ist das Nachfolgermodell der Galaxy Watch Active2 und wurde im August 2021 vorgestellt. Die Smartwatch erscheint in zwei Größen, 40 und 44 mm, die Farben Schwarz und Weiß sind bei beiden Größen erhältlich, bei 40 mm gibt es auch noch die Farbe Pink und die bei 44 mm die Farbe Grün. Der Rahmen der Smartwatch wurde im Vergleich zur Watch Active2 eckiger gestaltet, ohne auslaufende Kanten. Wie bei der Watch4 kommt wie bei der Watch4 Classic Google Wear OS als Betriebssystem mit der Samsung One UI als Benutzeroberfläche zum Einsatz, dies wird durch die Kooperation von Google und Samsung ermöglicht. In der Galaxy Watch4 wird auch der Exynos 920-Prozessor verbaut, der platzsparend, effizient und reaktionsschnell sein soll. Die Digitale Lünette ist auch wieder vorhanden. Auch hier entfällt die Unterstützung für iOS.

### Samsung Galaxy Watch4 Classic
Die Samsung Galaxy Watch4 Classic ist das Nachfolgermodell der Galaxy Watch3 und wurde im August 2021 vorgestellt. Sie erscheint, wie auch das Vorgängermodell in zwei Größen, 42 und 46 mm. Angeboten werden die Farben Schwarz und Silber, und wie bei den Vorgängergenerationen ist auch eine drehbare Lünette vorhanden. Bei der Software kommt Wear OS als Betriebssystem zum Einsatz, das durch eine Kooperation von Google und Samsung entstanden ist, dazu kommt noch die One UI als Benutzeroberfläche. Der Vorteil von Wear OS ist, dass nun im Gegensatz zu Tizen OS nicht nur Samsung Apps genutzt werden können, sondern auch Google Apps, darüber gibt es dadurch nun auf den Samsung Smartwatches den Google Play Store. Auch die Gesundheitsfunktionen wurden verbessert, so ist nun eine genauere Messung des Puls möglich. Zudem kann auch eine bioelektrische Impedanzanalyse (BIA) gemacht werden, diese ermittelt die Fett- und Muskelzusammensetzung des Körpers. In der Galaxy Watch4 Classic verbaut Samsung den eigens entwickelten Exynos 920-Prozessor, der im 5-nm-Verfahren gefertigt wird. Der Akku ist im Vergleich zum Vorgängermodell ähnlich geblieben. Die Unterstützung für iOS entfällt.

### Samsung Galaxy Watch5
Die Samsung Galaxy Watch5 wurde im August 2022 vorgestellt. Die Smartwatch ist in zwei Größen erhältlich, 40 und 44 Millimeter, das Gehäuse ist aus Aluminium gefertigt. Das Design der Uhr ist mit dem der Galaxy Watch4 vergleichbar. Als Betriebssystem kommt Google Wear OS zum Einsatz mit der Benutzeroberfläche One UI von Samsung. Die Galaxy Watch5 ist IP68-zertifiziert und verfügt über NFC, GPS, Tracking, Mediensteuerung, Anrufbeantwortung, sowie einen Schrittzähler und einen Pulsmesser. In der Smartwatch verbaut Samsung den Exynos-W920-Prozessor, der Akku hat eine Kapazität von 284 mAh, was eine Nutzung von 50 Stunden ermöglicht. Die LTE-Version verfügt über eSIM.

### Samsung Galaxy Watch5 Pro
Die Samsung Galaxy Watch5 Pro wurde im August 2022 vorgestellt. Die Smartwatch ist ausschließlich als 45-Millimeter-Version erhältlich, das Gehäuse der Uhr besteht hier allerdings aus Titan. Kritikpunkte sind die einzige angebotene relativ große Größe, das hohe Gewicht von 46 Gramm und die Höhe von 14,4 mm. Das Design der Galaxy Watch5 Pro ähnelt dem der Galaxy Watch4 Classic, allerdings verbaut Samsung anders als bei vielen Vorgängergenerationen keine drehbare Lünette mehr. Als Betriebssystem wird ebenfalls Google Wear OS verwendet, mit Samsungs Benutzeroberfläche One UI. Auch die Galaxy Watch5 Pro ist IP68-zertifiziert, verfügt ebenfalls über NFC, GPS, Tracking, Mediensteuerung, Anrufbeantwortung, einen Schrittzähler und einen Pulsmesser. In der Galaxy Watch5 Pro kommt wieder der Hauseigene Exynos W920-Prozessor zum Einsatz. Der Akku hat eine Kapazität von 590 mAh, was 80 Stunden Nutzung ermöglicht. Die LTE-Version verfügt über eSIM.

### Samsung Galaxy Watch6
Die Samsung Galaxy Watch6 wurde im Juli 2023 vorgestellt. Die Smartwatch ist wieder in den beiden Größen 40 und 44 Millimeter sowie den Farben Graphit, Silber und Gold erhältlich, das Gehäuse besteht aus Aluminium, die Oberfläche aus Saphirglas. Das Design ist dem Vorgängermodell sehr ähnlich, ein Unterschied ist der veränderte Anschlussmechanismus an den Armbändern. Das SuperAMOLED-Display ist 1,31″ oder 1,47″ groß und löst mit 432 oder 480 Pixel auf. Samsung verbaut als Prozessor den neuen Exynos W930, dazu kommen 2 GB Arbeitsspeicher und 16 GB interner Speicher. Als Betriebssystem der Smartwatch kommt Wear OS powered by Samsung zum Einsatz. Die Galaxy Watch6 verfügt außerdem über NFC, GPS, Bluetooth v5.3 und ist als Bluetooth- oder LTE-Version erhältlich, die bisher bekannten Smartwatch-Funktionen sind auch wieder vorhanden.

### Samsung Galaxy Watch6 Classic
Die Samsung Galaxy Watch6 Classic wurde ebenfalls im Juli 2023 vorgestellt. Als Nachfolgemodell der Galaxy Watch4 Classic aus dem Jahr 2021 verfügt die Smartwatch wieder über eine drehbare Lünette, sie ist in den zwei Größen 43 und 47 Millimetern und den Farben Schwarz und Silber erhältlich. Auf der Vorderseite verbaut Samsung Saphirglas, das Gehäuse wurde aus Edelstahl gefertigt. Die Smartwatch verfügt über ein 1,31″ bzw. 1,47″ großes SuperAMOLED-Display mit einer Auflösung von  432 oder 480 Pixel. Auch die Galaxy Watch6 Classic kommt mit dem hauseigene Exynos W930, ebenfalls mit 2 GB Arbeitsspeicher und 16 GB internem Speicher. Die Smartwatch erscheint mit bekannten Funktionen wie der Schrittzähler, die Messung des Blutsauerstoffs und die EKG-Funktion, auch verbaut Samsung einen Beschleunigungssensor, ein Gyroskop, einen Kompass sowie einen Temperatursensor. Als Betriebssystem wird wieder Wear OS powered by Samsung verwendet. Auch Galaxy Watch6 Classic verfügt über NFC, GPS, Bluetooth v5.3, ist IP68-zertifiziert und ist ebenfalls als Bluetooth- oder LTE-Version erhältlich.

### Samsung Galaxy Watch7
Die Samsung Galaxy Watch7 wurde am 10. Juli 2024 angekündigt und wird seit dem 24. Juli 2024 in zwei Varianten (40 mm und 44 mm) ausgeliefert.

## Mobilfunk
Die Galaxy Watch, die Galaxy Watch3 und die Galaxy Watch Active2 wurden jeweils in zwei verschiedenen Varianten veröffentlicht: die günstigere mit Bluetooth oder die teurere mit LTE. Die LTE-Version, auch Standalone-Version genannt, kann eigenständig benutzt werden, ohne dass es in der Nähe eines Telefons sein muss. Mithilfe der LTE-Variante kann der Benutzer telefonieren, auf das mobile Internet zugreifen und so Funktionen verwenden, für die sonst ein dediziertes Mobilgerät nötig wäre.

## Betriebssystem
Auf den Uhren, die vor der Galaxy Watch4 und Watch4 Classic erschienen sind läuft das von Samsung entwickelte Betriebssystem Tizen. Bei der Google Entwicklerkonferenz im Mai 2021 wurde bekanntgegeben, dass Samsung und Google kooperieren und Tizen von Samsung und Wear OS von Google zu einem neuen Betriebssystem für Smartwatches vereinigt werden. Seit August 2021 nutzt Samsung als Betriebssystem das neue Wear OS in Kombination mit der Benutzeroberfläche One UI. Wie bei den Smartphones garantiert Samsung drei Jahre Softwareupdates und vier Jahre Sicherheitsupdates.

## Spezifikationen
| Modell                 | Galaxy Watch | Galaxy Watch | Galaxy Watch Active | Galaxy Watch Active2 | Galaxy Watch Active2 | Referenzen                  |
| ---------------------- | --- | --- | --- | --- | --- | --------------------------- |
| Größe                  | 46 mm | 42 mm | 40 mm | 44 mm | 40 mm | [ 24 ] [ 25 ] [ 26 ] [ 27 ] |
| Farben                 | Silber | Midnight Black, Rose Gold | Schwarz, Silber, Rose Gold, Sea Green und Weiß                                                                                                  | Silber, Schwarz, Pink Gold, Rosé Gold | Silber, Schwarz, Pink Gold | [ 24 ] [ 25 ] [ 26 ] [ 27 ] |
| Displaygröße           | 1.3" (33 mm) | 1.2" (30 mm) | 1.1" (28 mm) | 1.4" (34 mm) | 1.2" (30 mm) | [ 24 ] [ 25 ] [ 26 ] [ 27 ] |
| Auflösung              | 360 × 360 Pixel | 360 × 360 Pixel | 360 × 360 Pixel | 360 × 360 Pixel | 360 × 360 Pixel | [ 24 ] [ 25 ] [ 26 ] [ 27 ] |
| Artikelnummer          | SM-R805 | SM-R815 | SM-R500 | SM-R820 | SM-R830 | [ 24 ] [ 25 ] [ 26 ] [ 27 ] |
| Displayschutz          | Corning Gorilla Glass DX+ | Corning Gorilla Glass DX+ | Corning Gorilla Glass DX+ | Corning Gorilla Glass DX+ | Corning Gorilla Glass DX+ | [ 24 ] [ 25 ] [ 26 ] [ 27 ] |
| Prozessor              | Exynos 9110 dual core 1.15 GHz | Exynos 9110 dual core 1.15 GHz | Exynos 9110 dual core 1.15 GHz | Exynos 9110 dual core 1.15 GHz | Exynos 9110 dual core 1.15 GHz | [ 24 ] [ 25 ] [ 26 ] [ 27 ] |
| Betriebssystem         | Tizen (OS 4.0) | Tizen (OS 4.0) | Tizen (OS 4.0) | Tizen (OS 4.0) | Tizen (OS 4.0) | [ 24 ] [ 25 ] [ 26 ] [ 27 ] |
| Größe                  | 46 mm × 49 mm × 13 mm | 41,9 mm × 45,7 mm × 12,7 mm | 39,5 mm × 39,5 mm × 10,5 mm | 44 mm × 44 mm × 10,9 mm | 40 mm × 40 mm × 10,9 mm | [ 24 ] [ 25 ] [ 26 ] [ 27 ] |
| Gewicht (ohne Armband) | 63 g | 49 g | 25 g | 30 g | 26 g | [ 24 ] [ 25 ] [ 26 ] [ 27 ] |
| Armbandgröße           | 22 mm | 20 mm | 20 mm | 20 mm | 20 mm | [ 24 ] [ 25 ] [ 26 ] [ 27 ] |
| Wasserschutz           | 5 ATM + IP68 | 5 ATM + IP68 | 5 ATM + IP68 | 5 ATM + IP68 | 5 ATM + IP68 | [ 24 ] [ 25 ] [ 26 ] [ 27 ] |
| Speicher               | LTE-Version: 1.5 GB RAM + 4 GB Speicher | LTE-Version: 1.5 GB RAM + 4 GB Speicher | k. A. | 1.5 GB RAM + 4 GB Speicher | 1.5 GB RAM + 4 GB Speicher | [ 24 ] [ 25 ] [ 26 ] [ 27 ] |
| Speicher               | Bluetooth-Version: 768 MiB RAM + 4 GiB Speicher                                                                                                 | | | | | [ 24 ] [ 25 ] [ 26 ] [ 27 ] |
| Konnektivität          | - 3G/LTE mit eSIM (nur in der LTE-Version) - Bluetooth 4.2 - Wi-Fi b/g/n - NFC - A-GPS, GLONASS                                                 | - 3G/LTE mit eSIM (nur in der LTE-Version) - Bluetooth 4.2 - Wi-Fi b/g/n - NFC - A-GPS, GLONASS                                                 | - 3G/LTE mit eSIM (nur in der LTE-Version) - Bluetooth 4.2 - Wi-Fi b/g/n - NFC - A-GPS, GLONASS                                                 | - 3G/LTE mit eSIM (nur LTE-Version) - Bluetooth 5.0 - Wi-Fi b/g/n - NFC - A-GPS, GLONASS                                                                                   | - 3G/LTE mit eSIM (nur LTE-Version) - Bluetooth 5.0 - Wi-Fi b/g/n - NFC - A-GPS, GLONASS                                                                                   | [ 24 ] [ 25 ] [ 26 ] [ 27 ] |
| Sensoren               | - MEMS Beschleunigungssensor - MEMS Gyroskop - MEMS Barometer - Optischer Sensor (für Herzfrequenzmessung) - Photodetektor (für Umgebungslicht) | - MEMS Beschleunigungssensor - MEMS Gyroskop - MEMS Barometer - Optischer Sensor (für Herzfrequenzmessung) - Photodetektor (für Umgebungslicht) | - MEMS Beschleunigungssensor - MEMS Gyroskop - MEMS Barometer - Optischer Sensor (für Herzfrequenzmessung) - Photodetektor (für Umgebungslicht) | - MEMS Beschleunigungssensor - MEMS Gyroskop - MEMS Barometer - Optischer Sensor (für Herzfrequenzmessung) - Elektrokardiogramm (EKG) - Photodetektor (für Umgebungslicht) | - MEMS Beschleunigungssensor - MEMS Gyroskop - MEMS Barometer - Optischer Sensor (für Herzfrequenzmessung) - Elektrokardiogramm (EKG) - Photodetektor (für Umgebungslicht) | [ 24 ] [ 25 ] [ 26 ] [ 27 ] |
| Batterie               | 472 mAh (bis zu 7 Tage) | 270 mAh (bis zu 4 Tage) | 230 mAh (bis zu 3 Tage) | 340 mAh | 247 mAh | [ 24 ] [ 25 ] [ 26 ] [ 27 ] |